# André Guibaut
André Guibaut (né le 24 avril 1903 à Bordeaux, mort le 10 février 1966,) est un explorateur et un diplomate français.

## Biographie
Il est diplômé de l’École supérieure de commerce de Bordeaux, commissaire de la marine marchande.
Il est chargé de missions et d’explorations scientifiques au Tibet qu'il a effectuées, en compagnie de son ami Louis Liotard dans le Kham, l'une des trois provinces traditionnelles du Tibet. Lors de la première exploration, en 1936-37, ils sont les premiers à remonter la Salouen, aux confins du Yunnan occidental, jusqu'à la frontière tibétaine. Lors de la seconde, en 1939-1940, une mission secrète lors de la Seconde Guerre mondiale, ils partent de Kangding, actuel chef-lieu de la préfecture autonome tibétaine de Garzê dans l'ouest du Sichuan et se dirigent vers le nord au pays Ngolos (Golok). C'est là que Louis Liotard trouve la mort, tué par des bandits tibétains ngolos le 10 septembre 1940,. Selon Thoupten Phuntshog, l'identité des bandits, chinois ou tibétains, n'a jamais été élucidée. André Guibaut a eu la vie sauve grâce à l'abbé d'un monastère de l'est du Tibet. En descendant d'un col, souffrant de la faim et du froid, il voit un monastère qu'il rejoint. Les soupes et le thé chaud, les vêtements fourrés et la bienveillance de moines l'aident à récupérer. Il se souvient de l'abbé du monastère comme d'un homme remarquable, qui le fait asseoir lors d'une cérémonie à côté de son trône, une place d'honneur, face aux moines.
Pendant la Seconde Guerre mondiale, il rejoint les Forces françaises libres en novembre 1940, et est délégué du Comité national français en Chine de 1942 à 1943. Après la guerre, il est ambassadeur extraordinaire et plénipotentiaire à Amann en Jordanie, en 1955, Haut représentant au Laos, en 1959, ambassadeur extraordinaire et plénipotentiaire à Colombo au Sri Lanka, en 1961, Consul général à Milan en Italie.
Du 18 avril 1962 jusqu'à sa mort en février 1966, il est directeur de l'Office français de protection des réfugiés et apatrides, dépendant du ministère des Affaires étrangères.
En 1963, pour obtenir une carte de réfugiés en France, Thoupten Phuntshog et Dagpo Rinpoché sont amenés à le rencontrer. Cette entrevue fait remonter des souvenirs émouvants pour Guibaut qui leur remet le lendemain le papier qui leur permet d'obtenir leurs pièces d'identité auprès d'un service spécialisé. Il les appelle souvent au téléphone et les invite à déjeuner dans un restaurant boulevard de Bonne-Nouvelle, près du musée Grévin.
Écrivain, il publie « Missions perdues au Tibet » et « Ngolo-Setas 2e expédition Guibaut-Liotard au Tibet 1940 ».

## Publications
- Missions Perdues au Tibet, André Bonne, Paris